# Bera Brinck Løvstad
Bera Brink Løvstad (13 maart 1915 - 5 december 1999) was een schaatsster uit Noorwegen. Ze nam deel aan het eerste wereldkampioenschap allround schaatsen voor vrouwen in 1933.

## Resultaten

### Wereldkampioenschappen
| Jaar | Jaar     | Plaats | Resultaten  | Resultaten                   |
| ---- | -------- | ------ | ----------- | ---------------------------- |
| 1933 | Allround | Oslo   | 5e Allround | 6e 500 m 6e 1000 m 4e 1500 m |
| 1934 | Allround | Oslo   | 8e Allround | 6e 500 m 8e 1000 m 6e 1500 m |
| 1935 | Allround | Oslo   | 8e Allround | 7e 500 m 7e 1000 m 6e 1500 m |

### Noorse kampioenschappen
| Jaar | Allround | Allround                     |
| ---- | -------- | ---------------------------- |
| 1932 | 9e       | 9e 500 m 7e 1000 m           |
| 1933 | Brons    | 5e 500 m 3e 1000 m 3e 1500 m |
| 1934 | 4e       | 5e 500 m 4e 1000 m 4e 1500 m |

## Persoonlijke records
| Afstand    | Tijd    | Datum            | Baan  |
| ---------- | ------- | ---------------- | ----- |
| 500 meter  | 53,70   | 11 februari 1934 | Oslo  |
| 1000 meter | 1.51,60 | 13 januari 1934  | Davos |
| 1500 meter | 2.55,90 | 11 februari 1934 | Oslo  |